# Edward C. Riley
Edward Calverley Riley (México, 1923 - 2001), hispanista y cervantista inglés.

## Biografía
Por vicisitudes de su padre, que era ingeniero mecánico, nació en México y se crio en Cuba. Se educó en el Clifton College de Dublín. Cuando su padre se jubiló fueron todos a vivir a Cornualles. Se licenció en la Universidad de Oxford, aunque sus estudios fueron interrumpidos por la Segunda Guerra Mundial. Tras una breve estancia en los Estados Unidos (Dartmouth College), pasó a enseñar al Trinity College de Dublín. Después obtuvo la cátedra de Estudios Hispánicos de la Universidad de Edimburgo, donde se casó. Fue un gran estudioso de Cervantes, adoptando con frecuencia la metodología de la literatura comparada; se ha hecho un clásico su Cervantes’ Theory of the Novel (Oxford: Clarendon Press, 1962), traducido como Teoría de la novela en Cervantes (Madrid: Taurus, 1966), y también son interesantes sus Introducción al Quijote (Barcelona: Crítica, 2000) y La rara invención. Estudios sobre Cervantes y su posteridad literaria (Barcelona: Crítica, 2001). Murió en 2001.